# Narcissus rupicola
Narcissus rupicola är en amaryllisväxtart som beskrevs av Léon Dufour. Narcissus rupicola ingår i släktet narcisser, och familjen amaryllisväxter.

## Underarter
Arten delas in i följande underarter:
- N. r. marvieri
- N. r. rupicola
- N. r. watieri